# 오용묵 (1854년)
오용묵(吳容默, 1854년 양력 1월 17일 ~ ?)은 대한제국의 관료이며 일제강점기 초기의 법조인이다.

## 생애
충청북도 괴산군 출신으로 어릴 때는 한학을 수학했다. 1883년에 통리아문 박문국에서 근무하는 등 조선 말기에 개화 관료로 활동했다. 신문 발간 사업을 맡은 박문국에서 《한성순보》를 창간할 때 실무에 참여하였다.
한동안 재야에 묻혀 있다가, 1894년부터는 법무아문에서 근무하면서 법률 분야 전문 관료가 되었다. 1895년에 법부 주사에 임명되었고, 고등재판소 검사도 겸하게 되었다. 법부 법률기초위원으로도 활동했다. 1908년에 법부 소속으로 6품의 벼슬인 대구지방법원 판사로 임명되었다.
1910년에 한일 병합 조약이 체결되면서 충청남도의 공주지방재판소 홍산구재판소와 강경구재판소 판사를 지냈다. 곧 퇴직하여 총독부 판사로 오래 근무하지는 않았다. 강경구재판소 판사이던 1911년에 종7위에 서위되어 있었다.
2008년 민족문제연구소가 발표한 친일인명사전 수록예정자 명단 사법 부문에 선정되었다.

## 같이 보기
- 한성순보

## 참고자료
- 오용묵(吳容默) - 국사편찬위원회